# Baron Baden-Powell

Wapens de Baden-Powell.

Baron Baden-Powell (officieel: Baron Baden-Powell, of Gilwell in the County of Essex) is een adellijke titel behorende tot de peerage, de zogenaamde "hoge adel", van het Verenigd Koninkrijk. De titel werd op 17 september 1929 gecreëerd door koning George V van het Verenigd Koninkrijk voor de Britse generaal Sir Robert Baden-Powell, bekend omwille van zijn aandeel in de belegering van Mafeking en grondlegger van de internationale scoutsbeweging. Hij was al bezitter van een Britse erfelijke adellijke titel, namelijk die van Baronet, of Bentley, in de zogeheten Barontage van het Verenigd Koninkrijk, sinds 4 december 1922. Anno 2023 worden de titels gedragen door zijn achterkleinzoon David Robert Baden-Powell, de vijfde baron, dewelke zijn vader op 3 juli 2023 opvolgde.
Baden Powell, de vader van de eerste baron, was een wiskundige en geestelijke. Admiraal Henry Warrington Baden-Powell, oprichter van de seascouts, parlementslid George Baden-Powell, Agnes Baden-Powell, pionier in de gidsenbeweging, de vrouwelijke versie van de scoutsbeweging, en luchtvaarpionier Baden Baden-Powell waren broers en zus van de eerste baron en kregen allemaal op persoonlijke titel erkenning in hun respectievelijke domein.
De eerste baron werd geboren als Robert Stephenson Smyth Powell, maar toen zijn vader stierf liet zijn moeder de namen van de kinderen die zij met hem had veranderen in Baden-Powell als eerbetoon aan haar overleden echtgenoot en om een onderscheid te maken tussen haar kinderen en de kinderen die haar man had uit eerdere huwelijken. Het koninklijk besluit dat deze naamsverandering regelde verscheen op 30 april 1902, maar de familie werd hiervoor al frequent gebruikt.

## Baronnen Baden-Powell
- Robert Stephenson Smyth Baden-Powell (1857-1941), eerste baron Baden-Powell (1929-1941)
- Arthur Robert Peter Baden-Powell (1913-1962), tweede baron Baden-Powell (1941-1962), zoon van de vorige baron
- Robert Crause Baden-Powell (1936-2019), derde baron Baden-Powell (sinds 1962), zoon van de vorige baron
- David Michael Baden-Powell (1940-2023), vierde baron Baden-Powell (sinds 2019), broer van vorige baron.
- David Robert Baden-Powell (1971), vijfde baron Baden-Powell (sinds 2023), zoon van de vorige baron.

De erfgenaam voor de titel Baron Baden-Powell en de baronetcy is de zoon van de huidige baron, Maxwell Baden-Powell (2009).

### Lijn van opvolging
De erfopvolging ten aanzien van de baronie verloopt via legitieme natuurlijke mannelijke erfgenamen op basis van primogentiuur.
1. Maxwell Baden-Powell (2023), zoon huidig baron, David Robert Baden-Powell
2. Alexander Peter Baden-Powell (1973), broer van David Robert Baden-Powell
3. Myles Warrington Baden-Powell (1975), broer van David Robert Baden-Powell

## Heraldiek
Het motto van de familie is "Ar Nyd Yw Pwyll Pyd Yw" (Waar er standvastigheid is, daar zal een Powell zijn ).

## Bron
- Kidd, Charles, Williamson, David (eds.). Debrett's Peerage and Baronetage (1990). New York: St Martin's Press, 1990.